# Lukas Mühl
Lukas Mühl (* 27. Januar 1997 in Zwiesel) ist ein deutscher Fußballspieler. Der Innenverteidiger steht beim FC Winterthur unter Vertrag und war deutscher U20-Nationalspieler.

## Karriere

### Verein
Mühl, geboren im niederbayerischen Zwiesel, wechselte 2011 vom TSV Regen – in Regen in der Nähe seines Geburtsortes ansässig – in die Jugendabteilung des 1. FC Nürnberg. In der U17 gewann er mit seiner Mannschaft die Deutsche U17-Futsalmeisterschaft. Für die zweite Mannschaft der Nürnberger kam er ab Februar 2016 in der Regionalliga Bayern zum Einsatz. Am 30. April 2016 erzielte er beim 1:1 gegen die SpVgg Unterhaching sein erstes Regionalligator. Am 8. Mai 2016 stand Mühl für das Heimspiel gegen den FC St. Pauli erstmals im Kader der ersten Mannschaft, kam jedoch nicht zum Einsatz. Eine Woche später debütierte er beim 1:0-Auswärtssieg gegen den SC Paderborn 07 in der 2. Bundesliga, nachdem er in der 67. Minute für Rúrik Gíslason eingewechselt worden war. Sein erstes Tor erzielte Mühl am 29. Januar 2017 bei der 1:2-Heimniederlage gegen Dynamo Dresden. In der Saison 2017/18 wurde er mit Nürnberg Vizemeister und stieg somit in die Bundesliga auf. Dort erzielte er beim 2:2 gegen den FC Augsburg am 3. November 2018 (10. Spieltag) seinen ersten Bundesligatreffer. Bis Saisonende kam er zu 31 Startelfeinsätzen und verpasste lediglich 3 Spiele, konnte die Klasse mit seiner Mannschaft jedoch nicht halten.
Mühls Vertrag in Nürnberg lief bis 2021. Nach seinem Vertragsende nach 133 Pflichtspieleinsätzen für die Profis des FCN wechselte er im Juli 2021 zum österreichischen Bundesligisten FK Austria Wien. Für die Austria absolvierte er in zwei Jahren insgesamt 53 Partien in der Bundesliga. In der Saison 2022/23 war er zudem Kapitän der Mannschaft. Nach der Saison 2022/23 verließ er die Wiener nach seinem Vertragsende.
Anschließend wechselte Mühl im August 2023 nach Italien zu Spezia Calcio, wo er einen bis Juni 2025 laufenden Vertrag unterschrieb. Beim italienischen Zweitligisten absolvierte er in der Saison 2023/24 14 Ligaspiele (davon 13 in der Startelf) und ein Spiel im Pokal. Am 17. Februar 2024 gelang ihm in einer Partie gegen die AS Cittadella auf Vorlage von Salvatore Esposito ein Kopfballtor. Da er sich bei Spezia – auch aufgrund verschiedener Verletzungen – nicht fest etablieren konnte, wechselte er am 2. September 2024 zum FC Winterthur in die Schweizer Super League. Hier kam er am 20. Oktober 2024 zu seinem Debüt, als er in einem Auswärtsspiel gegen Lausanne-Sport in der 30. Minute (Winterthur lag zu diesem Zeitpunkt bereits 0:2 zurück) für Remo Arnold eingewechselt wurde. In den verbleibenden acht Ligaspielen der Hinrunde spielte er stets durch. Nach der Entlassung von Trainer Ognjen Zarić im Dezember setzte der neue Trainer Uli Forte in der Rückrunde meist auf das Innenverteidigerduo Remo Arnold und Loïc Lüthi in einer Viererkette und Mühl kam nur noch sporadisch zu Einsätzen.

### Nationalmannschaft
Im November 2016 kam Mühl erstmals für die deutsche U20-Nationalmannschaft zum Einsatz und stand bei den Freundschaftsspielen gegen Italien (1:0) und Polen (4:0) auf dem Feld. Insgesamt spielte er siebenmal für die Auswahl.

## Erfolge
1. FC Nürnberg
- Deutscher U17-Futsalmeister: 2015
- Aufstieg in die Bundesliga: 2018